# Richard Husmann
Richard Husmann (Pseudonym Filip Jánský) (* 4. September 1922 in Prag; † 20. August 1987 ebenda) war ein tschechischer Schriftsteller.

## Leben
Als begeisterter Pfadfinder schloss Richard Husmann sich sofort nach der Besetzung seines Landes der Widerstandsgruppe Obrana národa an. 1939 sandte man ihn mit nachrichtendienstlichen Informationen nach Deutschland, von dort ging er nach Belgien und Frankreich. Wie eine Reihe seiner Landsleute nahm er aus dem Exil heraus den Kampf gegen die Nationalsozialisten auf. Er trat in Frankreich der Fremdenlegion bei und flüchtete nach Besetzung Frankreichs nach Großbritannien. Dort nahm man ihn als Bordschützen in der 311. tschechoslowakischen Bomberstaffel bei der Royal Air Force auf. 1944 wechselte er in die 3. tschechoslowakische Kampfbrigade in der Sowjetunion. Er wurde im Kampf zweimal schwer verwundet und überlebte acht Notlandungen in beschädigten Flugzeugen. Nach dem Krieg wurde er beim Verkehrsministerium beschäftigt und 1948 entlassen, anschließend musste er als Hilfsarbeiter seinen Lohn verdienen.

## Werke
Sein Erstlingswerk verhalf ihm bereits zum Erfolg. Die nachfolgenden Bücher schöpfen aus der Lebenserfahrung des Autors oder beschreiben das Leben von Kampfpiloten.

## Wirkung
Der Film Good Old Czechs (2022) basiert auf den Erinnerungen von František Fajtl und Filip Jánský, die im Zweiten Weltkrieg in Großbritannien und in der Sowjetunion bei Fliegereinheiten gedient hatten. Der Film machte Filip Jánský auch bei jüngeren Tschechen bekannt.

## Schriften
- Himmelsreiter (Nebeští jezdci) (1964), sein Debütwerk, durch das er bereits große Beliebtheit erlangte. Das Buch wurde in ungarischer, slowakischer und rumänischer Sprache herausgegeben. Daneben wurde es auch in Großbritannien und Deutschland veröffentlicht. 1968 wurde es von Regisseur Jindřich Polák verfilmt.
- Birnen Allee (Hrušňová alej) (1970) – Die Geschichte eines Gymnasiasten, der nach der Okkupation ins Ausland flüchtet.
- Silvesternacht (Silvestrovská noc) (1977) – Krimi für Liebhaber von Fliegen beschreibt das Unglück auf dem Flughafen Bratislava 1936.
- Festung in der Wüste (Pevnost v poušti) (1982) – Roman aus der Milieu der Fremdenlegion. Held ist wiederum ein tschechischer Flüchtling.
- Vertrauensprüfung (Zkouška důvěry) (1985) – Eine Sammlung von Geschichten aus dem Fliegerlager der West- und Ostfront.
- Erinnerungen des Himmelsfahrers (Vzpomínky nebeského jezdce) (1999) – Autobiografisches Material und Fotografien aus dem Nachlass des Autors.

In deutscher Sprache publiziert
- Die Himmelsreiter. Marion von Schröder Verlag (Juli 1989)

## Belege
1. ↑  Good Old Czechs

| Personendaten    | Personendaten                |
| ---------------- | ---------------------------- |
| NAME             | Husmann, Richard             |
| ALTERNATIVNAMEN  | Jánský, Filip (Pseudonym)    |
| KURZBESCHREIBUNG | tschechischer Schriftsteller |
| GEBURTSDATUM     | 4. September 1922            |
| GEBURTSORT       | Prag, Tschechoslowakei       |
| STERBEDATUM      | 20. August 1987              |
| STERBEORT        | Prag, Tschechoslowakei       |